# Xugana Airport
Xugana Airport är en flygplats i Botswana.   Den ligger i distriktet North-West, i den norra delen av landet, 700 km norr om huvudstaden Gaborone. Xugana Airport ligger 961 meter över havet.
Terrängen runt Xugana Airport är mycket platt. Trakten runt Xugana Airport är nära nog obefolkad, med mindre än två invånare per kvadratkilometer.. Det finns inga samhällen i närheten.
Omgivningarna runt Xugana Airport är huvudsakligen savann.